# George Bennett
George Bennett (Nelson, 7 aprile 1990) è un ciclista su strada neozelandese che corre per il team Israel-Premier Tech. Ha caratteristiche di scalatore ed è professionista dal 2012.
È il primo e tuttora unico neozelandese ad essersi aggiudicato una gara dell'UCI World Tour, avendo vinto l'edizione 2017 del Tour of California, e ad aver chiuso un Grande Giro fra i primi dieci della classifica generale (decimo alla Vuelta a España 2016, ottavo al Giro d'Italia 2018).

## Carriera

### Gli esordi e i primi anni da professionista
George Bennett è nato a Nelson, in Nuova Zelanda nel 1990. A differenza di altri ciclisti neozelandesi del circuito World Tour, il percorso di George verso il professionismo non è arrivato attraverso un programma di pista. Invece ha giocato a rugby da bambino e ha iniziato ad andare in bicicletta solo per mantenersi in forma per le sue attività di rugby. Tuttavia, non ci volle molto prima che abbandonasse il rugby e decidesse di concentrarsi esclusivamente sul ciclismo.
Nel 2008 rappresenta la Nuova Zelanda ai campionati del mondo di MTB prima di rivolgere la sua attenzione al ciclismo su strada. Trascorre il 2010 con una squadra dilettantistica francese, la C.R.4.C. Roanne, prima di trasferirsi in Stati Uniti nel 2011, assicurandosi il passaggio al team Trek-Livestrong. Le ottime prestazioni nella New Zealand Cycle Classic (primo posto) e della Ronde de l'Isard (secondo posto) lo mettono nei radar di molte squadre del World Tour, e negli ultimi mesi del 2011 gareggia come tirocinante al Tour di Utah e allo USA Pro Cycling Challenge con il Team RadioShack.

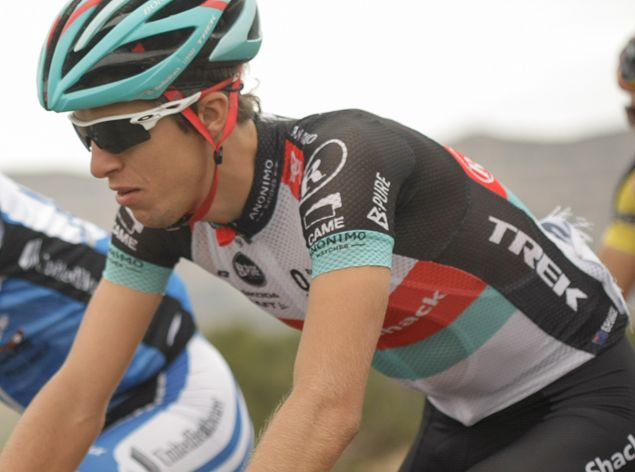
Bennett in azione al Tour of Utah 2013.

Diventa professionista nel 2012, firmando un accordo biennale con il team RadioShack-Nissan, diventando così uno dei membri più giovani del circuito World Tour. Sfortunatamente, l'anno da debuttante di Bennett si interrompe a causa di un infortunio al ginocchio. Al contrario, il 2013 inizia bene: il ciclista si mette in mostra al Tour Down Under, corsa a tappe in Australia, prima di essere selezionato per partecipare al suo primo grande Giro, il Giro d'Italia a maggio. Durante la gara si ammala, ma riesce comunque a completarla, anche se fuori classifica, al 122º posto. Negli ultimi mesi della stagioni mette a referto buone prestazioni al Tour di Utah, allo USA Pro Cycling Challenge e al Tour of Beijing; viene anche per la prima volta convocato per la prova in linea Elite dei campionati del mondo, a Firenze.

### 2014: il trasferimento in casa Cannondale
Nel 2014 firma con il team Cannondale. Dopo aver corso Parigi-Nizza e Volta Ciclista a Catalunya, in aprile partecipa al Giro del Trentino, chiudendo dodicesimo assoluto. A luglio partecipa al Tour of California, corsa in cui, pur gareggiando in supporto del suo capitano Peter Sagan, ha comunque modo di mostrare le sue doti in salita (conclude nella top 10 sul traguardo di Mountain High). Ad agosto, dopo essersi classificato nono al Tour of Utah, inizia il suo secondo Grande giro, la Vuelta a España, che conclude però senza risultati di rilievo.

### 2015-2016: il passaggio alla Lotto NL-Jumbo e la top 10 alla Vuelta
Nel 2015 Bennett entra a far parte del Team Lotto NL-Jumbo e inizia la stagione con una top 10 in classifica generale al Tour Down Under. Spera di mostrare la sua ottima forma di inizio stagione nel Giro d'Italia, ma sfortunatamente deve ritirarsi un paio di giorni prima dell'inizio della gara a causa dei bassi livelli di cortisolo causati dalla sua terapia per l'asma. Con un programma di gare rinnovato, George trascorre l'estate a prepararsi per la Vuelta a España, dove ottiene qualche piazzamento nelle tappe di montagna (quarto nella frazione con arrivo a Ermita de Alba/Quirós).

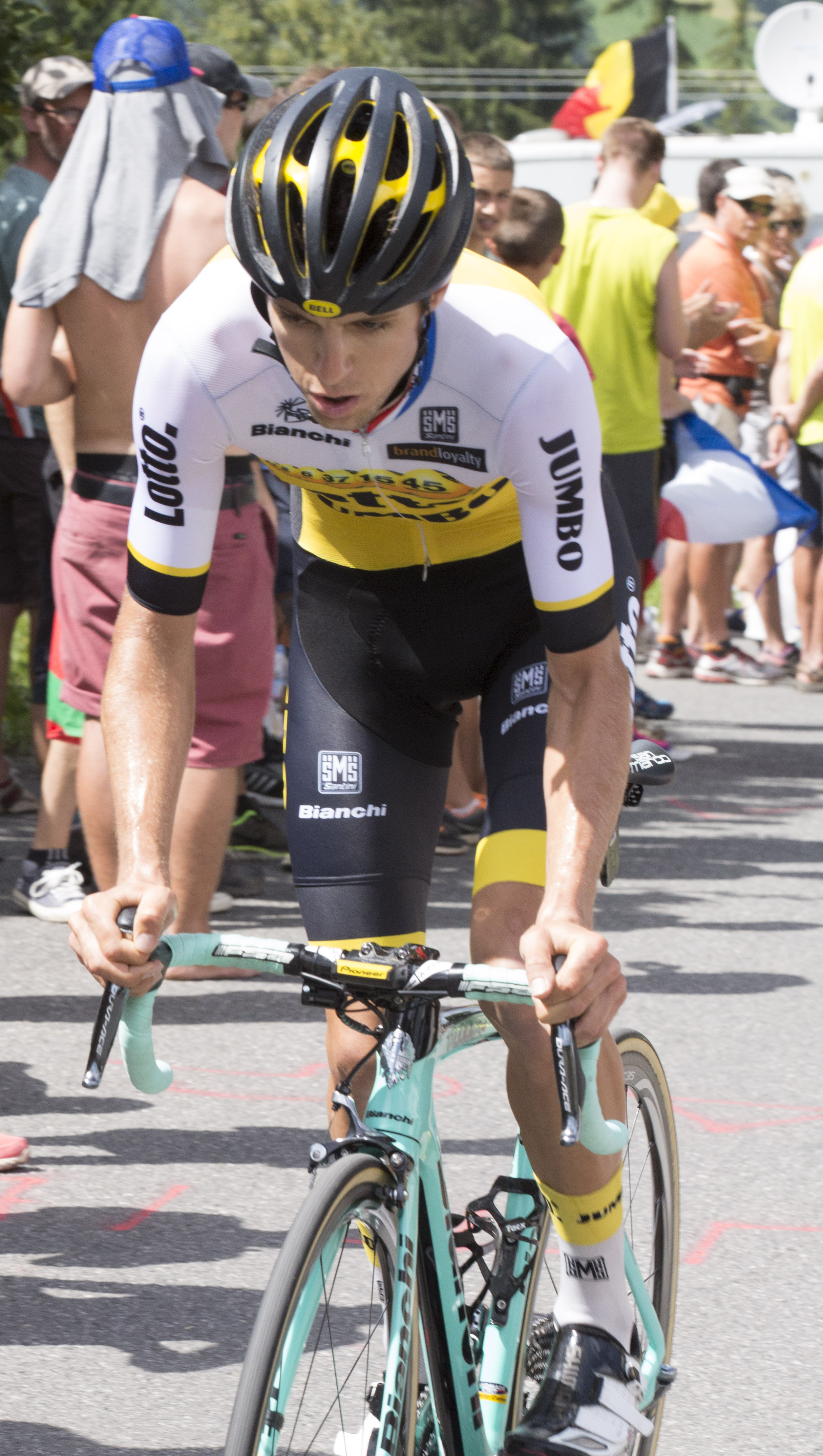
Bennett con la maglia del Team Lotto NL-Jumbo al Tour de France 2016.

Nel 2016 conclude settimo al Tour of California anche grazie al terzo posto nella tappa con arrivo a Santa Barbara County. In luglio partecipa al Tour de France: chiude lontano in classifica, al 53º posto, ma si piazza settimo nella tappa pirenaica con arrivo ad Arcalís. Partecipa poi alla gara individuale su strada dei Giochi olimpici di Rio de Janeiro, terminando 33º, e alla Vuelta a España. Nella corsa spagnola è inizialmente gregario di Steven Kruijswijk, ma quando il compagno si ritira, al termine della quinta tappa, eredita il ruolo di leader. Durante la quattordicesima tappa verso Aubisque è nella fuga di giornata assieme al compagno di squadra Robert Gesink; quest'ultimo vince la frazione, mentre Bennett recupera tempo prezioso in classifica generale fino a risalire, al termine della penultima tappa, al decimo posto assoluto. Diventa in tal modo il primo corridore neozelandese a finire nella top 10 in un grande Giro a tappe.

### 2017-2018: il successo al California e il ruolo di leader nelle corse a tappe
Nel 2017 diventa il primo neozelandese a vincere la classifica generale in una gara del calendario UCI World Tour, facendo suo il Tour of California. Partecipa dunque al Tour de France con l'intento di fare classifica. Durante le prime due settimane si dimostra molto solido in salita, terminando le frazioni più difficili a pochi minuti dai migliori, deve però ritirarsi durante la sedicesima tappa, quando era dodicesimo in classifica, per una gastroenterite. Termina la stagione senza ulteriori acuti.

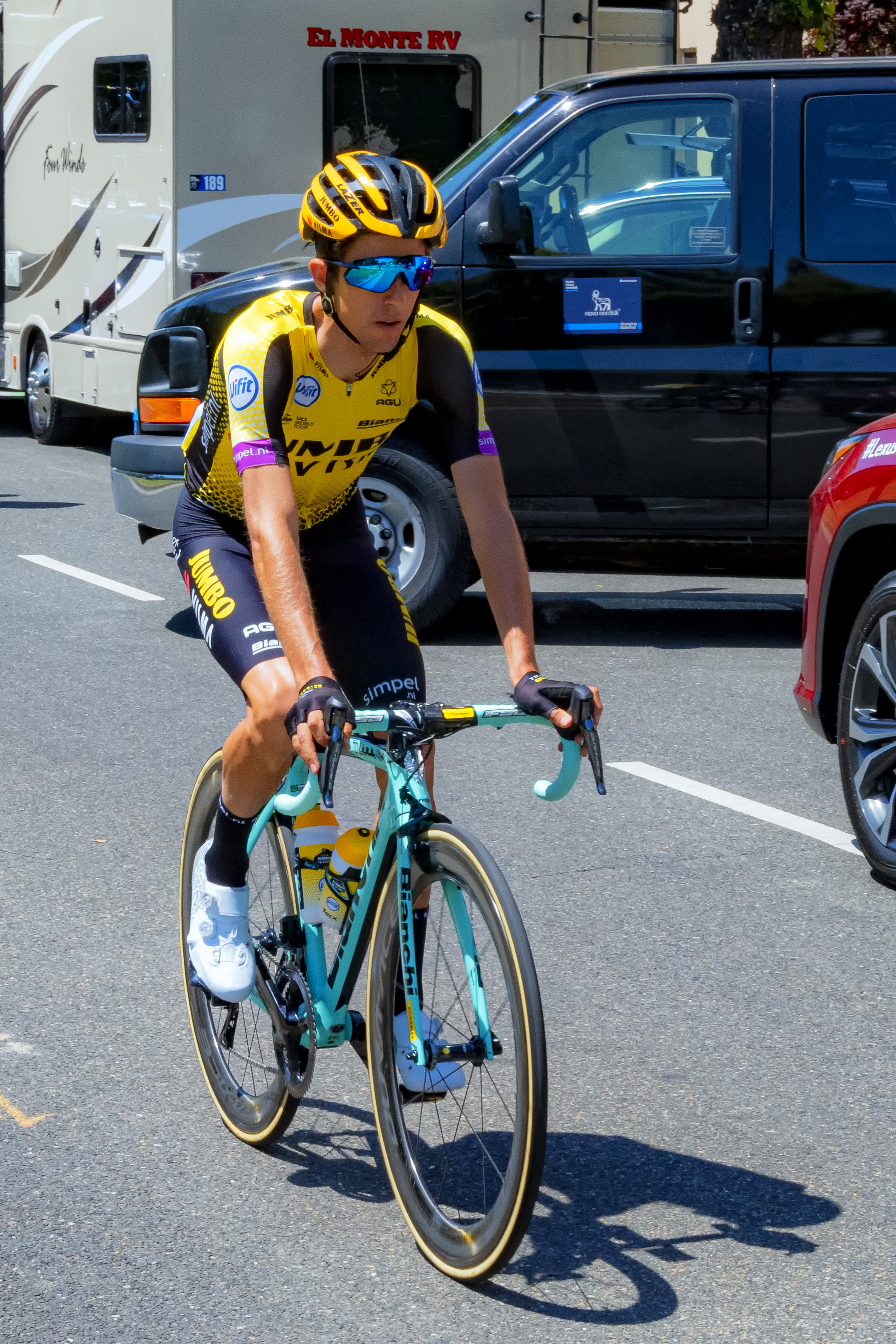
George Bennett in azione al Giro di California 2019.

Nel 2018 inizia la stagione con solidi piazzamenti consecutivamente alla Tirreno-Adriatico (nono, con un terzo posto di tappa a Sarnano Sassotetto), alla Volta Ciclista a Catalunya (settimo) e al Tour of the Alps (quinto con due secondi posti nelle ultime due frazioni). Porta questa buona forma nel Giro d'Italia subito seguente, dove conclude ottavo in classifica generale, sua seconda top 10 in un grande Giro, anche grazie ai buoni piazzamenti sull'Etna e sul Gran Sasso d'Italia. Dopo il quarto posto al Tour de Pologne, conclude la stagione con un diciottesimo posto nel duro campionato del mondo a Innsbruck, seguito dal decimo posto al Giro di Lombardia, classica monumento.

### 2019-2020: i problemi fisici e la vittoria al Gran Piemonte
La stagione 2019 di Bennett inizia tra Nuova Zelanda e Australia, al Tour Down Under, ove ottiene alcuni piazzamenti. In seguito, ammette di soffrire forti dolori alle costole che si manifestano durante lo sforzo estremo in bicicletta e che quindi le sue prestazioni non saranno altrettanto buone come l'anno precedente. Nonostante questi problemi, in marzo riesce comunque a piazzarsi sesto alla Parigi-Nizza e in maggio quarto al Tour of California. A luglio prende parte al Tour de France con il ruolo di gregario in supporto di Steven Kruijswijk. Assieme ai compagni vince la seconda tappa, la cronometro a squadre di Bruxelles, e conserva il suo quarto posto in classifica generale fino alla decima tappa in cui deve però arrendersi ai ventagli e scendere in 27ª posizione (chiuderà 24º). Nonostante ciò, durante le ultime settimane fornisce un gran supporto al proprio capitano Kruijswijk, permettendo a quest'ultimo di terminare la Grande Boucle sul gradino più basso del podio, al terzo posto. Nel finale di stagione contribuisce al successo del compagno Primož Roglič alla Vuelta a España, senza però ulteriori acuti a livello personale. A novembre annuncia di essere stato sottoposto ad un'operazione chirurgica di rimozione di tre costole per guarire la sindrome delle costole fluttuanti, la quale limitava le sue prestazioni già da tempo.
Inizia la stagione 2020 con l'ottavo posto al Tour Down Under e due secondi posti, in linea e a cronometro, ai campionati nazionali. Dopo l'interruzione causata dalla pandemia di COVID-19, si classifica quinto sia alla Vuelta a Burgos che al Tour de l'Ain. Il 12 agosto torna al successo, dopo tre anni di digiuno, facendo suo il Gran Piemonte: nell'occasione attacca sulla salita della Morra, a 7 km, resistendo quindi al rientro di Diego Ulissi e anticipandolo di pochi metri sul traguardo di Barolo. Tre giorni dopo è secondo al Giro di Lombardia alle spalle di Jakob Fuglsang, vincitore in solitaria; corre quindi il suo quarto Tour de France a supporto di Primož Roglič, che conclude secondo assoluto, piazzandosi 34º nella classifica finale.

## Palmarès
- 2010 (C.R.4.C. Roanne, tre vittorie)

3ª tappa Tour de Vineyards
6ª tappa Tour de Tasmanie
7ª tappa Benchmark Homes Tour
- 2011 (Trek Livestrong, una vittoria)

Tour of Wellington
- 2017 (Lotto NL-Jumbo, una vittoria)

Classifica generale Tour of California
- 2020 (Team Jumbo-Visma, una vittoria)

Gran Piemonte
- 2021 (Jumbo-Visma, una vittoria)

Campionati neozelandesi, Prova in linea

### Altri successi
- 2019 (Team Jumbo-Visma)

2ª tappa Tour de France (Bruxelles > Bruxelles, cronosquadre)

## Piazzamenti

### Grandi Giri
- Giro d'Italia

2013: 122º
2015: non partito (1ª tappa)
2018: 8º
2021: 11º
- Tour de France

2016: 53º
2017: ritirato (16ª tappa)
2019: 24º
2020: 34º
2022: non partito (10ª tappa)
- Vuelta a España

2014: 89º
2015: 37º
2016: 10º
2017: non partito (12ª tappa)
2018: 35º
2019: 33º
2020: 12º

### Classiche monumento
- Liegi-Bastogne-Liegi

2022: ritirato
2023: ritirato
2024: 73º
2025: non partito
- Giro di Lombardia

2012: 53º
2013: ritirato
2015: 35º
2018: 10º
2019: 35º
2020: 2º
2021: 85º

### Competizioni mondiali
- Campionati del mondo

Melbourne 2010 - In linea Under-23: 27º
Copenaghen 2011 - In linea Under-23: 134º
Firenze 2013 - In linea Elite: ritirato
Ponferrada 2014 - In linea Elite: 95º
Innsbruck 2018 - In linea Elite: 18º
Innsbruck 2020 - In linea Elite: ritirato
Glasgow 2023 - In linea Elite: ritirato
- Giochi olimpici

Rio de Janeiro 2016 - In linea: 33º
Tokyo 2020 - In linea: 26º
Tokyo 2020 - Cronometro: 25º